# Vinröd

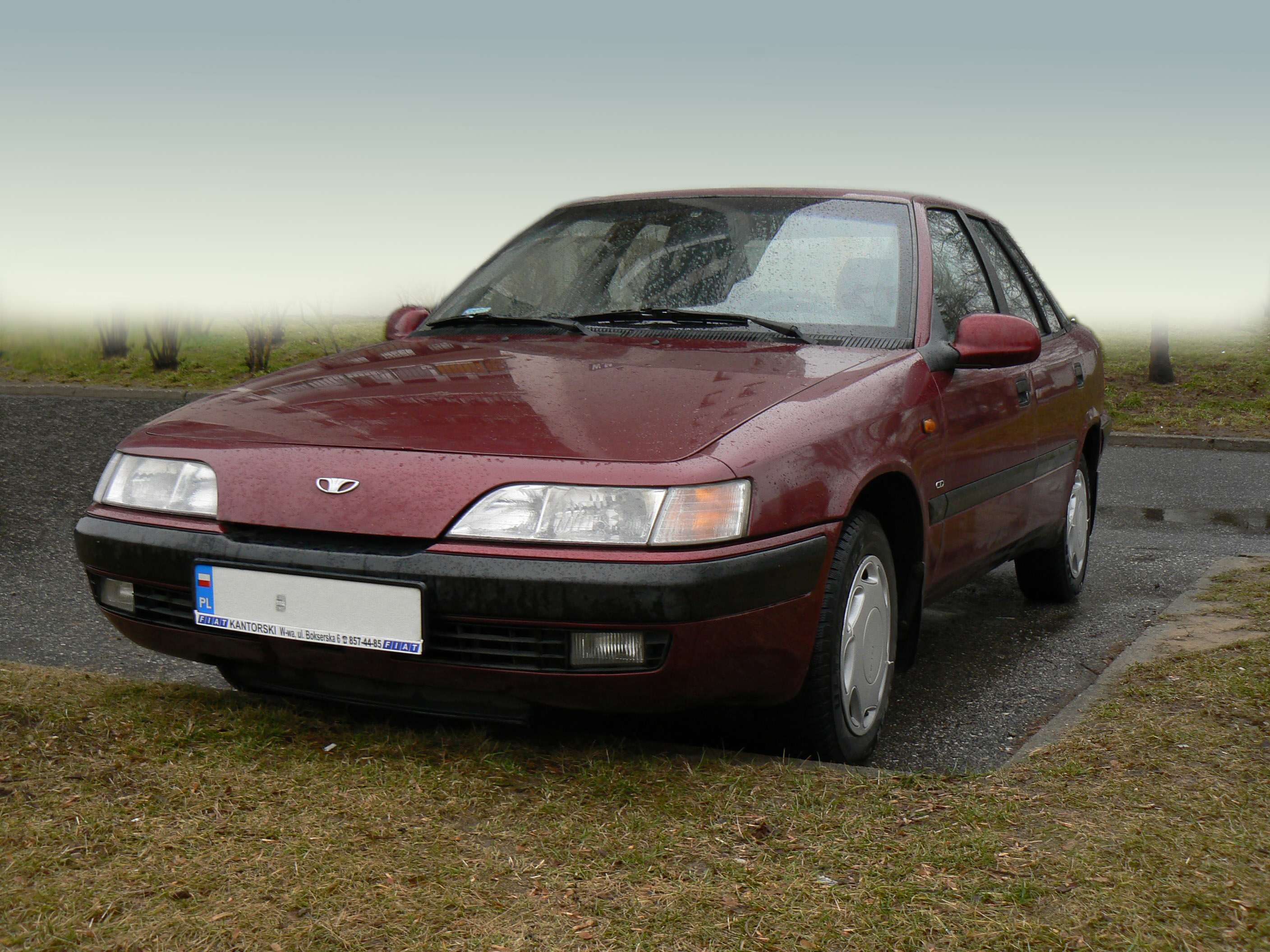
Bordeauxfärgad Daewoo

Vinröda färger är mörkt röda, med dragning mot brunt. En vinröd färg med det engelska namnet maroon är en av de 16 så kallade originalfärgerna i webbsammanhang. Se boxen nedan för dess koordinater. Andra namn på liknande färger är bordeaux och oxblod, vilket inte ska förväxlas med oxblodsglasyr.